# III Exército Revolucionário

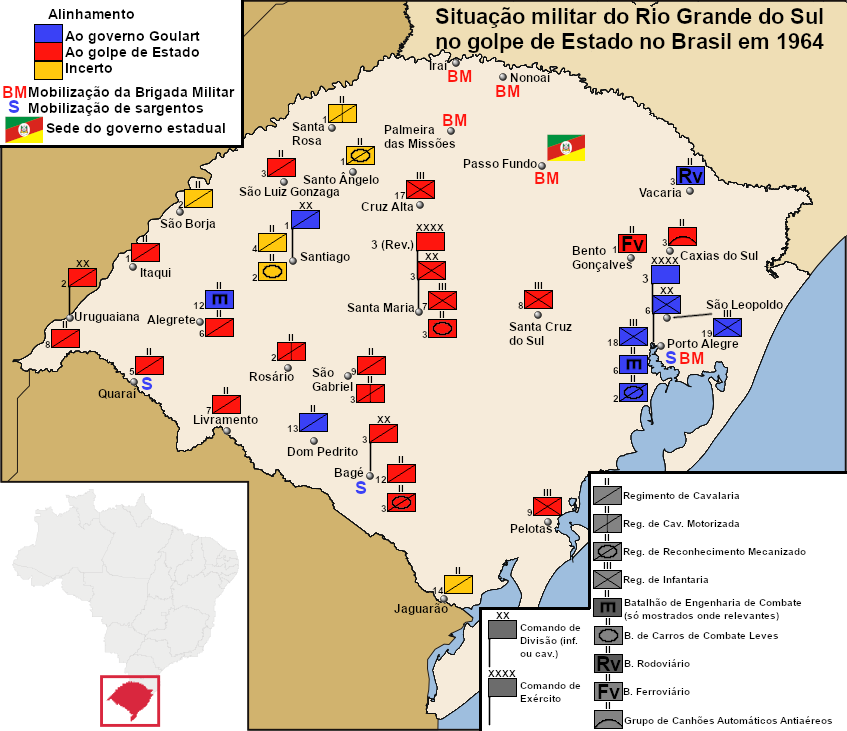
Alinhamento das guarnições gaúchas durante o golpe

O III Exército Revolucionário foi o comando unificado das forças do Exército Brasileiro que aderiram ao golpe de Estado no Brasil em 1964 no sul do país. Surgiu em 2 de abril pela autoproclamação do general Mário Poppe de Figueiredo, responsável pela 3ª Divisão de Infantaria em Santa Maria, como comandante do III Exército. Revolução era a autodenominação do golpe de Estado. O III Exército era sediado em Porto Alegre e comandado pelo general Ladário Pereira Teles, leal ao governo de João Goulart e contrário ao golpe. Com a saída de Goulart de Porto Alegre e o triunfo do golpe sobre seu governo, em 3 de abril Ladário abriu mão de seu comando e Poppe de Figueiredo assumiu o III Exército em Porto Alegre, pondo fim à dualidade de comando.
Em 1961 o III Exército garantiu a posse de Goulart como presidente ao participar da Campanha da Legalidade. Em 1964 o presidente novamente contou com o III Exército, conseguindo Ladário no comando em 1º de abril e desembarcando em Porto Alegre no dia seguinte. Porém, a maioria das guarnições do sul estavam contra ele, invertendo a situação de 1961. Militares oposicionistas, especialmente da média oficialidade, haviam conspirado contra o presidente e conseguiram durante o golpe a adesão de seus companheiros, mesmo os até então leais ao governo. Os governadores do Rio Grande do Sul, Ildo Meneghetti, e do Paraná, Ney Braga, participaram do golpe. A pressão dos governistas em Porto Alegre obrigou Meneghetti a transferir sua capital através da Operação Farroupilha. Enquanto isso, houve mobilização entre as baixas patentes em favor de Goulart. Surgiu a perspectiva de luta entre a maioria das unidades leal a Poppe de Figueiredo e a minoria leal a Ladário, mas Goulart não aceitou o combate e deixou Porto Alegre.
As divisões eram seis, a 5ª Região Militar/Divisão de Infantaria (5ª RM/DI) no Paraná e Santa Catarina e as demais no Rio Grande do Sul. Na 5ª RM/DI o comandante legalista, o general Silvino Castor da Nóbrega, foi impedido de desembarcar, assumindo em seu lugar o general Dário Coelho. A unidade aderiu ao golpe e foi provisoriamente incorporada ao II Exército, de São Paulo. Na 3ª DI e 2ª e 3ª DCs, houve adesão com importante pressão dos oficiais sobre seus comandantes — Poppe de Figueiredo, Joaquim de Mello Camarinha e Hugo Garrastazu. Na 1ª DC e 6ª DI a situação era complexa. O comandante da 1ª DC, João de Deus Nunes Saraiva, permaneceu legalista mas seguiu a Porto Alegre, enquanto partes de sua divisão aderiam ao golpe. O comandante da 6ª DI, Adalberto Pereira dos Santos, era conspirador mas teve que deixar sua sede em Porto Alegre e comandar a partir de um de seus regimentos em Cruz Alta, enquanto na sede o comando foi assumido pelo coronel Jarbas Ferreira de Souza e as unidades estavam em tese legalistas. Em todas as divisões havia dissensão entre oficiais favoráveis e contrários ao golpe. Entre as unidades menores não subordinadas às divisões, o posicionamento legalista notório foi do 3º Batalhão Rodoviário, em Vacaria.

## Contexto
Na década de 1960 o Exército Brasileiro tinha suas forças concentradas no Rio de Janeiro e no sul, isto é, no I e III Exércitos. O III Exército tinha duas Regiões Militares (3ª e 5ª), três divisões de infantaria (3ª, 5ª e 6ª) e três de cavalaria (1ª, 2ª e 3ª). À exceção da 5ª RM e DI, no Paraná e Santa Catarina, todas estavam no Rio Grande do Sul. As Regiões Militares tinham funções administrativas e territoriais, e a 5ª tinha comando fundido com o da 5ª DI. O território da 5ª RM/DI abrigava uma força terrestre muito menor do que a presente no Rio Grande do Sul. As Divisões de Infantaria tinham ao redor de 5.500 praças cada, organizados em três regimentos de infantaria. As Divisões de Cavalaria, com números semelhantes, tinham (no Rio Grande do Sul) quatro regimentos de cavalaria, um regimento de cavalaria motorizada e um de reconhecimento mecanizado.
Em 1961 o III Exército garantiu a posse de João Goulart na Presidência quando seu comandante, o general José Machado Lopes, participou com suas forças na Campanha da Legalidade em aliança com o governador do Rio Grande do Sul Leonel Brizola. Machado Lopes deixou o comando em outubro de 1961. O III Exército foi novamente um fator em favor de Goulart na antecipação do plebiscito do parlamentarismo, em setembro de 1962. Seu comandante à época, o general Jair Dantas Ribeiro, era o ministro da Guerra em 1964. O comando do III Exército estava desde agosto de 1963 com o general Benjamim Rodrigues Galhardo.
A importância do III Exército em 1961 e o fato do Rio Grande do Sul ser o estado natal de Goulart tornavam-no um refúgio natural para a reação do presidente a um novo golpe de Estado. Assim, a região era prioridade para a alocação de oficiais confiáveis do dispositivo militar do governo. Em 1964, os governistas aparentavam predominar no sul. Porém, no golpe de Estado deflagrado naquele ano o III Exército teve comportamento contrário ao que teve em 1961, participando da deposição de Goulart. Os governistas controlavam o Quartel General e anunciavam ter controle sobre todo o Rio Grande do Sul, mas isso não correspondia à realidade, com a adesão de unidades no interior ao golpe. O controle do governo sobre Porto Alegre foi a exceção.
A mudança refletia a tendência do Exército em todo o país e teve como antecedentes a atividade conspiratória contra Goulart conduzida pelo Instituto de Pesquisas e Estudos Sociais e, paralelamente, pelo general Olímpio Mourão Filho. Mourão comandou a 3ª DI de 1961 a 1963 e articulou-se com a 6ª DI e a 2ª e 3ª DCs. Mas na conspiração predominava a oficialidade média sob a liderança de alguns coronéis. A conspiração alcançava o comandante da 6ª DI, Adalberto Pereira dos Santos, o governador eleito em 1962, Ildo Meneghetti, e mesmo o QG do general Galhardo, embora ele não fizesse parte. Tanto o governo quanto os conspiradores não tinham confiança em Galhardo. No momento do golpe mesmo as unidades do interior tinham comandantes de confiança do governo, mas muitos, percebendo a derrota do governo, mudaram de posição na última hora para salvar suas carreiras. A pressão dos Estados-Maiores sobre os comandantes foi importante na adesão ao golpe. Um fator adicional foi a ausência de vários oficiais de confiança por estarem de férias.
Um dos efeitos da Campanha da Legalidade foi o fortalecimento do movimento das baixas patentes. Os sargentos atuaram em defesa da posse de Goulart, destacando-se, no caso do Exército, o movimento no 18º Regimento de Infantaria em 1961. Em 1964, os sargentos no Rio Grande do Sul tiveram novamente atuação relevante a favor de Goulart. Brizola discursou conclamando os sargentos a ocupar os quartéis, mas as ações foram isoladas. No Exército como um todo, a lealdade dos sargentos à cadeia de comando foi maior do que na Força Aérea e Marinha.

## Comando em Porto Alegre

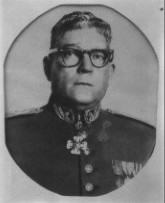
Ladário Pereira Teles

Em 31 de março chegaram as notícias do início do golpe em Minas Gerais. Às 16:30 o general Galhardo pôs o III Exército de prontidão, e às 20:30, informou ao general Adalberto da vinda do general Ladário Pereira Teles. Pelo esquema do governo, Galhardo seguiria ao comando do Estado-Maior do Exército, no Rio de Janeiro, e Ladário à 6ª DI. Como general mais antigo no III Exército, ocuparia interinamente seu comando após a saída de Galhardo. Galhardo quis prender Ladário assim que chegasse a Porto Alegre, mas falhou por falta de apoio de seus oficiais. Às 02:50 de 1º de abril, entregou o comando.
A posse de Ladário contrariou as expectativas de uma vitória fácil do golpe no Rio Grande do Sul. Ele apoiou a tentativa de Leonel Brizola (agora apenas um deputado) e do prefeito Sereno Chaise, cujos correligionários ocuparam a cidade, de repetir a Campanha da Legalidade. Sob pressão, o governo estadual foi transferido a Passo Fundo através da Operação Farroupilha. Apesar do revés, ele conseguiu manter o controle da Brigada Militar, derrotando a tentativa de requisição pelo III Exército.
Ladário recebeu o apoio da Aeronáutica (5ª Zona Aérea) e a inimizade da Marinha (5ª Zona Naval). Dentro do III Exército, o Estado Maior não era de sua confiança, embora seu chefe, o general Otomar Soares de Lima, fosse inimigo dos golpistas. Conforme o coronel José Codeceira Lopes, os elementos pró-golpe no Estado-Maior tinham contatos nos QGs da 3ª RM e 6ª DI e na 6ª Companhia de Polícia do Exército e 1ª Companhia de Guarda; porém, sabiam que uma reação pela força era impossível, pois as tropas estavam leais ao governo. A 3ª RM era comandada pelo general Floriano da Lima Machado, de confiança do dispositivo militar. Em Porto Alegre os comandantes das unidades e os sargentos do Exército, Polícia Militar e, pelo menos em parte, da Aeronáutica eram governistas.

## Situação nas divisões

### 5ª Divisão de Infantaria

#### Situação no Paraná
A 5ª RM/DI era politicamente dividida, com apoiadores e opositores do governo federal. Em reunião em 29 de março, o consenso dos coronéis de Curitiba foi de “assegurar a disciplina em qualquer circunstância, manter a hierarquia e combater o comunismo”. Os governistas eram mais numerosos entre os sargentos. No momento do golpe a região era comandada pelo general Silvino Castor da Nóbrega, que “se não pregava abertamente, de maneira velada defendia as posições do Presidente”. Alguns dos subordinados de Silvino consideravam-no próximo demais da esquerda, mas outros admiravam-no como profissional, disciplinado e legalista. O comandante da Infantaria Divisionária (ID/5), Chrysantho de Miranda Figueiredo, abertamente defendia as reformas propostas pelo presidente.
Silvino e Chrysantho estavam em férias no Rio de Janeiro. O general Dário Coelho, da Artilharia Divisionária (AD/5), comandava interinamente a região. Os coronéis Rubens Barra e Reynaldo de Mello Almeida ficaram responsáveis pela ID/5 e AD/5. Isto era desvantagem para o governo: Dário simpatizava com os conspiradores. O general Carlos Luís Guedes, importante conspirador em Minas Gerais, estava em 30 de março otimista ao saber da presença de Dário no comando em Curitiba. Guedes e Magalhães Pinto, governador mineiro, estavam em contato com Ney Braga, governador do Paraná e participante da conspiração. Porém, ele também incluía alguns esquerdistas dentro de seu governo e chegou a ter indecisão preocupante aos conspiradores. Quando enfim tomou posição a favor do golpe, teve importância decisiva. Muitos paranaenses compartilhavam desse apoio, e os governistas praticamente não montaram resistência.
Embora alguns militares tivessem noção da rebelião iminente, não sabiam de sua data e o golpe foi surpresa. A adesão do general Dário à conspiração só ocorreu à véspera, quando o governador entregou-lhe uma carta de Guedes. As notícias da liderança de Magalhães Pinto e dos governadores Ademar de Barros, de São Paulo, e Carlos Lacerda, da Guanabara, geraram receio, pois os oficiais não gostavam desses políticos.

#### Rompimento com o comandante

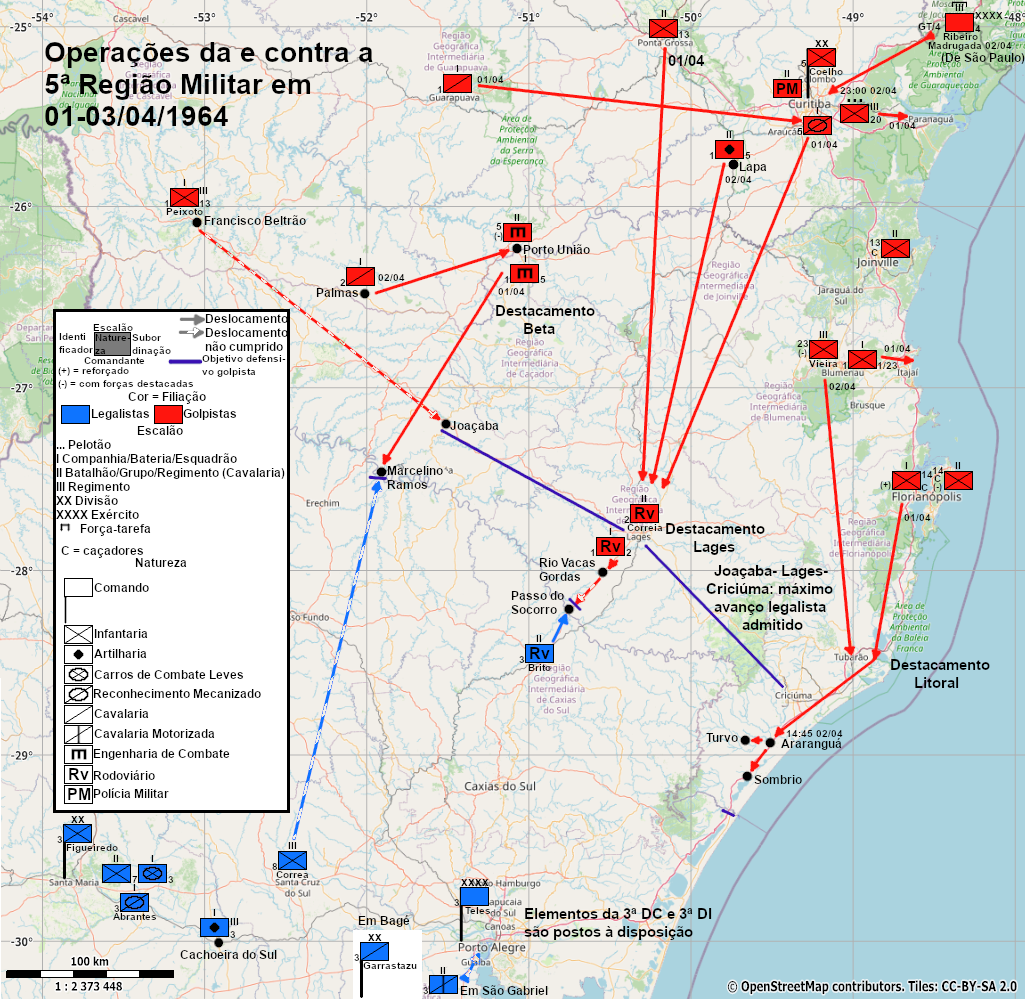
Operações da 5ª RM/DI

Em 31 de março, os oficiais em Curitiba combinaram com o general Silvino o envio de um emissário ao Rio para trocar informações. O designado às 14:00 foi o coronel Reynaldo, bem ligado ao General, com uma missão adicional — trazer Silvino ao lado golpista ou convencê-lo a não voltar. Para Chrysantho, de posição mais conhecida, não seria necessário. Com o atraso no vôo, Reynaldo só chegou às 22:00. Já era tarde: às 21:00 a RM foi informada que Silvino e Chrysantho, acompanhados de Ladário, em meia hora embarcariam para assumir seus comandos. O avião decolou às 21:55, rumo a Porto Alegre com uma parada na capital paranaense. Quando sobrevoou Curitiba, às 23:45, não pôde aterrissar, conforme o relato de Ladário, pelo nevoeiro.
Contrariamente à versão predominante, se não havia visibilidade, a culpa era humana, não meteorológica. O general Dário conspirou com o governador e o comandante da Base Aérea de Curitiba para evitar a chegada. A pista de pouso foi mantida às escuras. O piloto poderia ter pousado na Base Aérea do Bacacheri, cujo comandante não bloqueara a pista, mas sem motivo conhecido não o fez e seguiu a Porto Alegre. Se tivessem pousado em Curitiba, os generais seriam recebidos por Dário — e oficiais dispostos a prendê-los.
No dia 1, às 02:00 da madrugada Amaury Kruel, comandante do II Exército, em São Paulo, comunicou à 5ª RM/DI sua adesão ao golpe. Dário declarou-se solidário e após as 06:50 o comando regional aderiu à rebelião de São Paulo e Minas Gerais, rompendo assim com o III Exército; posteriormente, a ruptura foi aprofundada com a subordinação provisória da região ao II Exército. Silvino ainda tentou dar ordens a partir de Porto Alegre, mas elas não foram obedecidas. Ele recebeu a proposta de reassumir seu comando contanto que aderisse ao golpe, mas ao recusar, foi advertido a não seguir a Curitiba. Três destacamentos (Beta, Lages e Litoral) foram organizados para marchar rumo ao Rio Grande do Sul, reforçados no dia 2 pelo Grupamento Tático 4, vindo de São Paulo. A maioria dos oficiais concordou com a adesão ao golpe, e alguns dissidentes, como dois tenentes-coronéis em posições administrativas, foram presos.

### 3ª Divisão de Infantaria

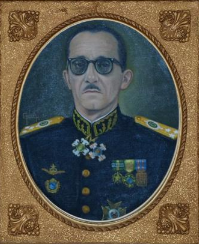
Poppe de Figueiredo

Em Santa Maria, a 3ª DI aderiu ao golpe ao redor das 11:30 de 1º de abril. Como muitos outros generais, o comandante Poppe de Figueiredo aderiu somente quando a desagregação do dispositivo militar governista era visível; ele era tido como de confiança, e a adesão só ocorreu sob pressão. Segundo Ruy de Paula Couto, então coronel responsável pelo 3º Regimento de Obuses de 105 mm (3º RO 105) e a Artilharia Divisionária, Poppe não era contra o movimento, mas foi inibido pelo sentimento de gratidão ao ministro da Guerra. Tanto Couto quanto o coronel Ramão Menna Barreto, chefe do Estado-Maior da divisão, descrevem o general como indeciso, enquanto Poppe não menciona dúvida nas suas memórias. Sua adesão veio após a da 2ª e 3ª DCs, cujos comandantes apelaram para que ele mudasse de lado; ele mesmo também cita a influência do general Adalberto, da 6ª DI. A decisão foi feita em reunião com os oficiais, e os coronéis Menna Barreto e Couto também pressionaram seu comandante. Em suas memórias, Poppe privilegia o telefonema da 3ª DC como motivo da adesão. Menna Barreto “tinha a tropa nas mãos e já se posicionara abertamente”; em seu relato, afirma que Poppe seria preso por seus coronéis se não aderisse.
Os três regimentos de infantaria (7º, de Santa Maria, 8º, de Santa Cruz do Sul, e 9º, de Pelotas) tinham comandantes não alinhados ao golpe, sendo o comandante do 7º reformado após o Ato Institucional, e os demais, considerados ligados ao governo deposto. Em todos os três, a ação dos subordinados impediu a reação ao golpe. O relatório oficial atribui isso a vários oficiais do Estado-Maior, para o 7º, e aos subcomandantes, para o 8º e 9º. Houve preparativos para prender e substituir o tenente-coronel Alberto Firmo de Almeida, do 7º RI, se agisse contra o golpe.
Na Artilharia Divisionária, o general Newton Barra era comandante mas estava de férias no Rio. Conforme Menna Barreto, “Sabíamos que o Comandante da AD não iria aderir a Revolução, então designamos uma turma para prendê-lo porque o negócio era para valer”. O general foi a Porto Alegre, mas de lá comunicou que não voltaria a Santa Maria até o retorno à normalidade, pois não queria aderir. No 3º RO 105, antes mesmo da adesão de Poppe os oficiais já queriam que o comandante tomasse posição, mas ele insistiu em esperar; uma adesão individual, antes do restante da divisão, poderia levar a uma reação de Poppe para manter seu prestígio e até mesmo ao combate. Após a decisão do comando da divisão, o regimento aderiu imediatamente.

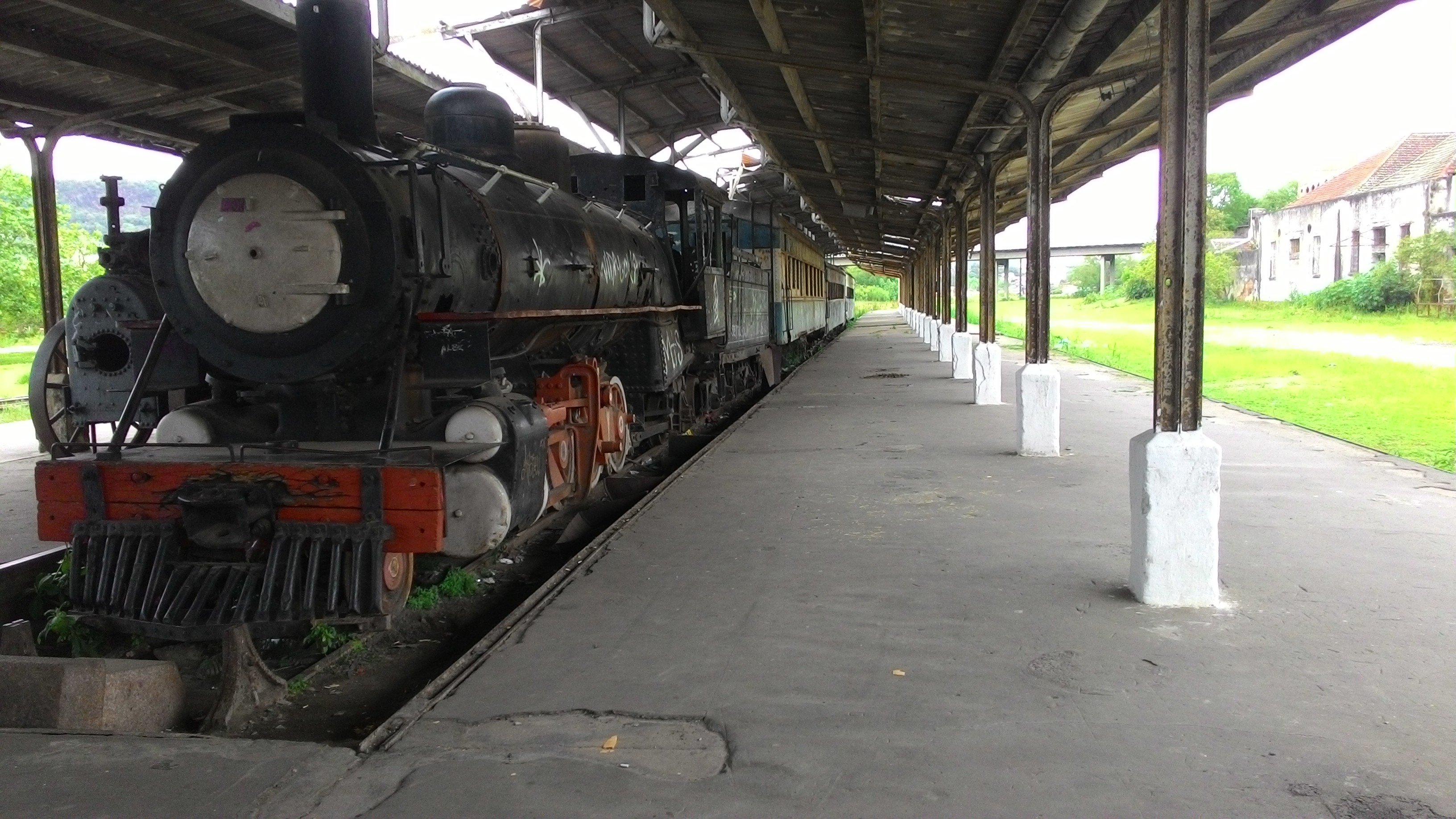
Estação da Gare em Santa Maria: a cidade era nexo ferroviário estratégico

Assim, o relatório oficial considera mínimos os problemas nas unidades da divisão. Além das dificuldades com os comandantes, no 3º Batalhão de Carros de Combate Leves (BCCL) “houve muita intranqüilidade nos primeiros dias”, e no 7º RI, a prisão de um tenente e transferência de seis sargentos. No 3º Esquadrão de Reconhecimento Mecanizado alguns oficiais e a maioria dos sargentos a princípio não aceitaram a decisão do comandante da divisão.
A Brigada Militar tinha duas unidades em Santa Maria, o 1º Regimento de Polícia Rural Montada e 2º Batalhão de Guardas. O comandante do regimento montado era também responsável pela guarnição de toda a cidade e aceitou plenamente a decisão de Poppe, enquanto o comandante do batalhão estava relutante e chegou a sofrer pressão.
A nível estadual, a adesão da 3ª DI subtraiu dos legalistas substanciais efetivos e um importante entroncamento ferroviário, cujas oficinas de manutenção ferroviária tinham milhares de funcionários. A nível municipal, fortaleceu o campo conservador da cidade, com grande presença militar e religiosa, contra o campo dos sindicalistas (especialmente ferroviários) e militantes estudantis. Desde sua posse em 1963, Poppe de Figueiredo monitorava a União dos Ferroviários Gaúchos (UFG), apelidada de “Soviete”, e seu líder Balthazar Mello. Ele considerava-a subversiva e condenava seu “poder discricionário” sobre a categoria e o prejuízo causado pelas paralisações. Os líderes ferroviários iniciaram uma greve, mas foram presos.

### 6ª Divisão de Infantaria

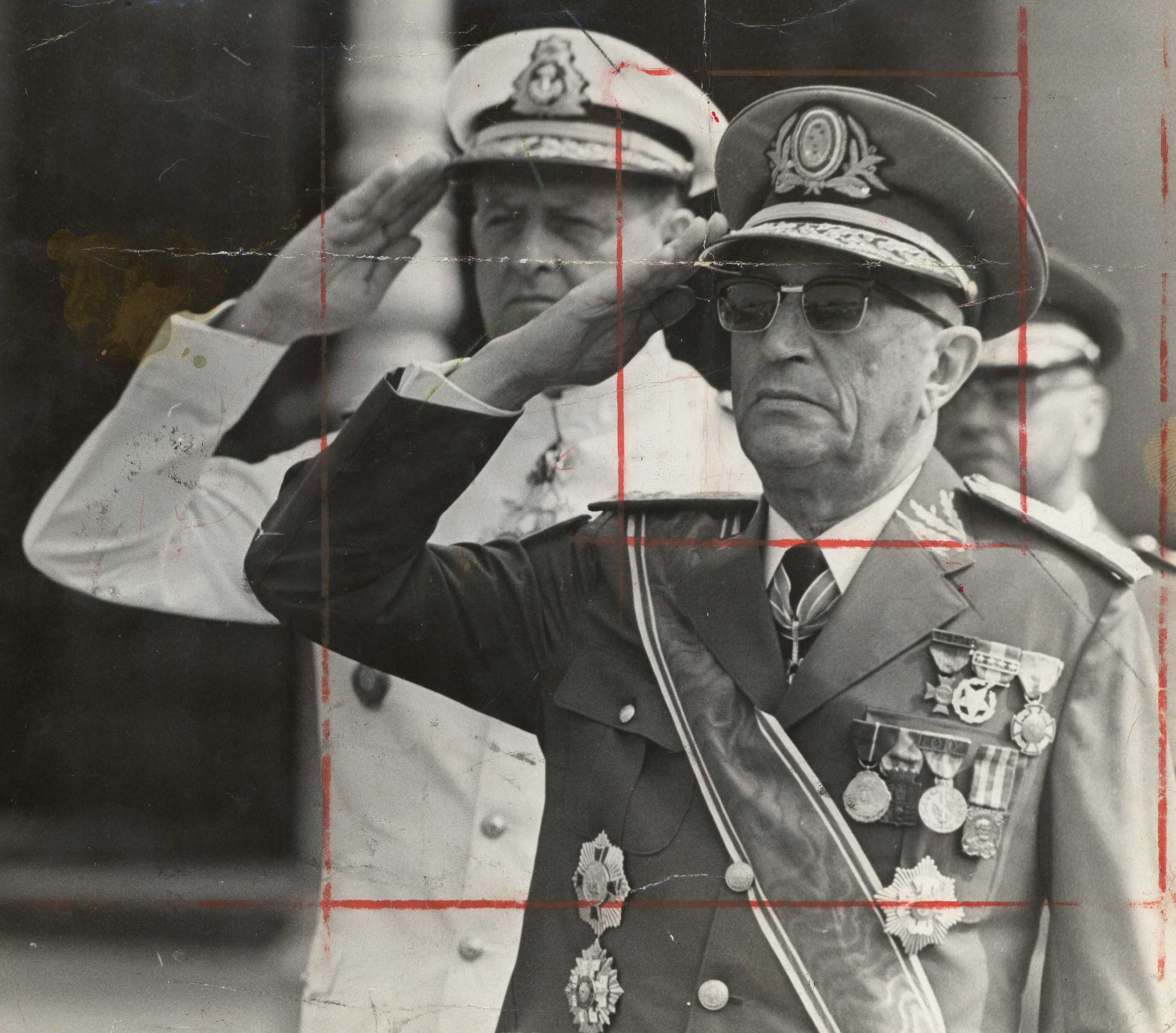
Adalberto Pereira dos Santos

Com a nomeação de Ladário à 6ª DI e sua posse no III Exército, o general Adalberto deveria entregar seu comando e viajar ao Rio de Janeiro. Às 03:30 do dia 1 telefonou a Santa Maria comunicando sua intenção de não entregar o comando e incitando o general Poppe a aderir ao golpe; segundo o relatório oficial da 3ª DI, a resposta foi “o coração manda que eu lhe apoie, mas a razão não me permite fazê-lo”. Às 05:00 aceitou entregar o comando, mas então seguiu a Cruz Alta, clandestinamente assumiu o comando da guarnição local e aderiu ao golpe. Em Porto Alegre, o comando da divisão foi assumido pelo coronel Jarbas Ferreira de Souza, comandante do 6º Batalhão de Engenharia e considerado simpatizante do Partido Comunista. Segundo o major Décio Barbosa Machado, assistente de comando da AD/6, ele chegou na cidade de surpresa na madrugada. Para o tenente-coronel Agostini, da 3ª DI, Adalberto nada pôde fazer a partir de Cruz Alta, pois o restante da divisão estava alinhado ao ministro da Guerra. Por outro lado, para o major Renato Moreira, do Estado-Maior do III Exército, o coronel Jarbas enfrentou muita resistência de seus subordinados e a maioria era pró-Adalberto.
Os três regimentos de infantaria eram o 17º, em Cruz Alta, 18º, em Porto Alegre, e 19º, em São Leopoldo. A guarnição de Cruz Alta era de confiança de Adalberto e ele encontrou o apoio dos comandantes do 17º RI, AD/6 e 2º/6º RA 75 AR; porém, circulavam rumores de uma conspiração de sargentos contra ele. Já o 18º e 19º RIs foram avaliados como leais num levantamento feito pelo III Exército, com ressalvas. O major Moreira cita o 18º RI como uma das unidades que não aceitaram a autoridade do coronel Jarbas.
Segundo o capitão Luiz Gonzaga Schroeder Lessa, comandante de companhia no 19º RI, o regimento ofereceu refúgio ao general Adalberto, mas após sua saída de Porto Alegre, seu paradeiro era desconhecido. Conforme o major Machado, Adalberto seguiu a Cruz Alta sem passar por São Leopoldo, pois não confiava na guarnição. No regimento, às 15:00 Ladário empossou o tenente-coronel Osvaldo Nunes no comando. Existem relatos da situação pelo capitão Lessa e pelo aspirante Flávio Oscar Maurer. Havia há tempo uma divisão entre os dois batalhões, o 1º tendendo à direita, e o 2º, à esquerda. A 1ª Companhia do 1º Batalhão, do capitão Áttila Rohrsetzer, deslocou-se com antecedência ao Morro do Espelho, atrás do quartel, e ali permaneceu sem participar da crise. O comandante do regimento, tenente-coronel Otávio Moreira Borba, “antibrizolista, mas sem muito apetite para o cargo”, foi convocado a Porto Alegre. Alguns oficiais tentaram demovê-lo de partir, pois seria preso e tomaria seu lugar Osvaldo Nunes, que era subcomandante. Queriam pelo menos tempo para que pudesse assumir o tenente-coronel Nei de Moraes Fernandes, que estava de licença. Porém, foram ignorados.
O novo comandante abriu o quartel a uma comitiva de sindicalistas, “vereadores, professores, militares da reserva e cidadãos comuns”. Desejavam que o regimento tomasse a Rádio São Leopoldo pela “causa brizolista”. Uma equipe de oficiais não aprovou e, armada, dirigiu-se ao salão onde estavam, expulsando-os em “violenta pancadaria”. Vários oficiais, incluindo um comandante de companhia, foram presos. A autoridade de Nunes era vazia e não podia mais fazer qualquer deslocamento em prol do governo. O regimento ficou desnorteado: não vinham ordens de Adalberto e não obedeciam ordens da Infantaria Divisionária ou do comandante da área. Um grupo liderado pelo sargento Bernardino Saraiva permaneceu governista e entrincheirado num canto do aquartelamento até serem avisados da derrubada do governo e desaparecimento do presidente.

### 1ª Divisão de Cavalaria
Em Santiago, o general João de Deus Nunes Saraiva, da 1ª DC, cuja promoção havia sido favorecida por Goulart, permaneceu fiel. Após a adesão da 3ª DI, ela enviou um grupo de emissários a Saraiva, mas ele recusou a adesão por sua amizade e gratidão ao presidente e não permitiu aos visitantes tentar convencer seus subordinados. Conforme um dos emissários, o coronel Menna Barreto, a resposta de Saraiva foi: “sou anticomunista mesmo, mas antes de tudo sou muito amigo do Ladário”. Outro oficial também define a motivação de Saraiva como pessoal, a relação de “praças velhos” com Jango e o ministro da Guerra.
Conforme um oficial do Estado-Maior da 2ª DC, a área da 1ª DC era considerada território inimigo. Porém, o atendimento de Saraiva ao chamado do general Ladário, viajando a Porto Alegre na tarde no dia 1, é criticado como tendo deixado a divisão acéfala, permitindo que alguns de seus subordinados entrassem em contato com a 2ª DC. Segundo Odílio Denys, a divisão aderiu enquanto seu comandante estava em Porto Alegre. Após 2 de abril, quando quis voltar de Porto Alegre, soube que seria preso se pousasse em Santiago. Seus próprios subordinados impediram-no de reassumir o comando. Na sua ausência, o comando foi, dependendo do relato, assumido pelo coronel João Augusto Montarroyos, chefe do Estado-Maior, ou pelo coronel Raul Rego Monteiro Porto, comandante do 1º RCM, de Santa Rosa, pois Montarroyos havia sido promovido a general em 25 de março e estava fora da guarnição.
Dos seus quatro regimentos de cavalaria (1º, de Itaqui, 2º, de São Borja, 3º, de São Luiz Gonzaga, e 4º, de Santiago), o 1º subordinou-se ao comando da 2ª DC e o 3º também rejeitou a autoridade de Saraiva. O 2º, segundo Hélio Lourenço Ceratti, enviado ao local pela Escola de Comando e Estado-Maior do Exército, permanecia legalista mesmo 40 dias após o golpe; Serafim Vargas, irmão de Getúlio, era influente no regimento, o comandante da guarnição e do 2º Grupo de Artilharia 75 a Cavalo, coronel Hélio Nunes, acreditava no retorno de Goulart à Presidência e só o pelotão de fuzileiros navais da cidade havia aderido ao golpe. Ceratti relata inclusive que o quartel dos fuzileiros foi baleado. Em Porto Alegre Goulart perguntou ao general Saraiva sobre o regimento, e ele garantiu que a unidade estava leal. Porém, quando Goulart esteve na cidade em 3 de abril foi intimidado por rumores de que o 2º RC tinha ordens para prendê-lo. Para o major Moreira, apesar da influência dos Vargas no 2º RC, eles não obstruíram o golpe. Quanto ao 4º RC, ele descreve seu comandante, o coronel Álvaro Lúcio de Arêas, como oposto ao discurso do general governista Oromar Osório (antecessor de Saraiva), mas obediente.
Além de intervir na Rádio Itaqui, o 1º RC levou os presos feitos na cidade ao que ficou conhecido como o “campo de concentração” no hangar do clube de aviação. Os prisioneiros sofreram, mas não houve tortura física ou trabalhos forçados.

### 2ª Divisão de Cavalaria

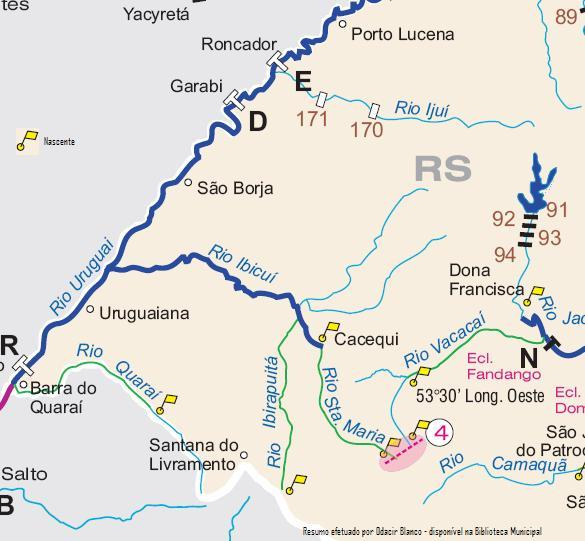
Região da 2ª DC

Em Uruguaiana, o general Joaquim de Mello Camarinha, da 2ª DC, era de confiança do ministro da Guerra. Ele aderiu sob pressão de seus subordinados. Pelos seus relatos, desde a noite de 31 de março foi instado a decidir. Resistiu — “Vocês são só garotos”; “fui promovido a general pelo Jango”. Ouviu então: “o senhor não pode esperar que o quadro esteja definido para depois tomar sua decisão”. Foram contrapostas “sua lealdade ao Jango e a sua lealdade ao Brasil”. Com a insistência do subcomandante do 8º RC, aderiu no início do dia 1º. Teria sido fácil prendê-lo, mas era importante manter a coesão e a hierarquia, evitando a ruptura ocorrida na guarnição em 1961. Após aderir, sua atitude foi de que “Estou com meus amigos contra meus inimigos, mas podem contar comigo”. Como já havia sido exilado por sua participação no lado perdedor da Revolução Constitucionalista, não queria novamente estar do lado derrotado e empenhou-se em vencer.
Os regimentos de cavalaria eram o 5º, de Quaraí, 6º, de Alegrete, 7º, de Livramento, e 8º, de Uruguaiana. Dois coronéis na divisão eram de confiança do ministro da Guerra: Geraldo Knaack, do 7º RC, e Carlos Ramos de Alencar, do 8º. Conforme o major José Campedelli, oficial de Estado-Maior da 2ª DC, a continuidade do general Camarinha no comando foi importante para impedir que obstruíssem o golpe. Ainda assim, para ele Knaack obedeceu com muita relutância. O tenente-coronel Amerino Raposo Filho, comandante do 4º Grupo de Artilharia 75 a Cavalo, define a resposta de Knaack como ambígua. Já Alencar aderiu para não destoar das outras unidades, mas inicialmente esteve indeciso. Em Quaraí o comandante do 5º RC, coronel Edson Boscacci Guedes, cumpriu o determinado pela divisão, mas 49 de seus 54 sargentos, incentivados pelo capitão Jorge Silveira, não aceitaram a ordem do deslocamento para fora da cidade. Os sargentos foram deixados para trás e substituídos por cabos, e estes, por soldados.
Em Uruguaiana destacou-se o 4º Grupo de Artilharia de 75 mm a Cavalo, que já estava desde o início de março organizado em grupos de combate, com armamento leve e munição nas reservas, prontos para uso como infantaria em missão antiguerrilha. O comandante, o tenente-coronel Amerino Raposo Filho, há tempo fazia proselitismo político contra o governo.
Em Alegrete, o 6º RC estava do lado do comando da divisão. Porém, o comandante da guarnição era o comandante do 12º Batalhão de Engenharia de Combate (BE Comb), tenente-coronel Adão Prestes do Monte, descrito por um estagiário do Estado-Maior da divisão como “militar de tendências esquerdistas, que nos deu trabalho”. Como ele era legalista, o major Floriano Aguilar Chagas foi enviado para garantir o controle da cidade. Ele relata ter encontrado os sargentos apoiando Monte e grande presença sindical, mas as demais unidades não estavam legalistas. Chagas tentou convencer Monte afirmando que poderia ser esmagado pelo resto da divisão, mas mesmo no dia 2 ele ainda não havia aderido. Os oficiais do 12º BE Comb chegaram a conspirar contra seu comandante e houve também preparativos para uma ofensiva contra o batalhão, mas não foram necessários, pois Monte acabou aderindo. Isso foi desgastante para ele, pois precisou romper seus compromissos com os esquerdistas da cidade.
O 2º Regimento de Reconhecimento Mecanizado fazia parte da divisão, mas era sediado em Porto Alegre. Seu comandante, o coronel Francisco Guedes Machado, permaneceu leal ao governo.
Em Uruguaiana a Marinha tinha uma capitania dos portos e um pelotão de fuzileiros navais. Vários outros pelotões estavam distribuídos ao longo do rio Uruguai, como em Itaqui e em São Borja, já no território da 1ª DC, e tinham um bom sistema de rádio. Na sede da 2ª DC, o capitão-de-fragata Dilo Modesto de Almeida aderiu ao golpe e contribuiu com o pelotão de fuzileiros.

### 3ª Divisão de Cavalaria
Em Bagé, o general Hugo Garrastazu, da 3ª DC, era “tido como homem do governo”, e, pelo relato de um de seus capitães, não considerava necessária a “Revolução”, isto é, o movimento para derrubar o presidente. Sua adesão no dia 1 ocorreu quando estava isolado, o general Kruel, a quem era muito ligado, já havia aderido e vários de seus oficiais, além do comandante da 2ª DC, tentavam convencê-lo a mudar de lado. O ambiente social da cidade, com forte atuação da Federação das Associações Rurais do Rio Grande do Sul (FARSUL) contra a “agitação rural”, pode ter influenciado. Porém, segundo o coronel Couto, Garrastazú duvidava se poderia cumprir alguma missão. Após o golpe, ele não foi cassado, mas sua carreira encerrou ali. Para Ernani Corrêa de Azambuja, então capitão e ajudante-de-ordens de Goulart, ao menos no início a atitude de Garrastazu foi efetivamente de apoio a Jango.
Havia ruptura na própria sede, onde os sargentos capturaram o quartel-general e prenderam os oficiais. Garrastazu conseguiu fugir. Um relato da situação em Bagé é dado por Lélio Gonçalves Rodrigues da Silva, capitão no 3º Regimento de Artilharia 75 mm a Cavalo (3º RA 75 Cav). De um lado estavam o general e os coronéis das unidades — Osmar Mendes Paixão Cortes (3º RA 75 Cav), Washington Bandeira (12º RC) e Jaci Brum Braga (3º Regimento de Reconhecimento Mecanizado). Do outro, sargentos (no QG, mas com a simpatia de seus companheiros no regimento mecanizado) e civis incluindo o prefeito José Maria Ferraz. Paixão tinha seu regimento na mão, pois explicitou sua posição desde cedo e não abriu margem à dissidência. Tinha também apoio civil, sendo presidente da Associação Rural.
Não era o caso dos outros. Braga nunca esclareceu a situação a seus comandados, e assim seu regimento vivia uma “situação esdrúxula”: sargentos e oficiais não se hostilizavam e passavam o dia normalmente, mas à noite ficavam segregados e montando guarda uns contra os outros. No regimento de Bandeira não havia união e a grande maioria dos sargentos eram legalistas. Ao longo dos dias 1 e 2 os golpistas, principalmente através do 3º RA 75 Cav, conseguiram derrotar as manifestações legalistas civis, enquanto os sargentos no QG aceitaram a rendição.
Os regimentos de cavalaria eram o 9º, de São Gabriel, 12º, de Bagé, 13º, de Jaguarão, e 14º, de Dom Pedrito. Além do 12º, já referido, o 9º e as demais unidades na sua cidade eram favoráveis ao golpe. Já no 14º o comandante era contra e os oficiais favoráveis fugiram a Bagé. No 13º a situação não é clara. Segundo Rodrigues da Silva, não veio informação do posicionamento do comandante. Azambuja afirma que aquele regimento não aderiu ao golpe. Em Pelotas houve o rumor, depois desmentido, de que esse regimento havia deixado sua sede para atacar a cidade. O tenente-coronel Agostini cita Jaguarão e Dom Pedrito como guarnições nas quais Garrastazu “enfrentou momentos bem graves”, mas superados através da parlamentação.

### Unidades menores
O coronel Guerreiro Brito, comandante do 3º Batalhão Rodoviário, em Vacaria, permaneceu leal à autoridade de Ladário. Alguns subordinados favoráveis ao golpe conspiraram contra ele e foram presos. Entre eles estava o capitão João Carlos Rotta, para o qual o coronel Brito era marxista, estava prestes a conseguir uma nomeação a general e foi engajado ao extremo na defesa de seu trecho da fronteira catarinense. Somente à tardinha em 2 de abril, sob ordem do III Exército para entregar o comando, ele aceitou a derrota. Após sua saída do comando, surgiram rumores de uma revolta iminente de sargentos.
O 1º Batalhão Ferroviário, de Bento Gonçalves, e o 3º Grupo de Canhões Automáticos Antiaéreos, de Caxias do Sul, aderiram ao golpe às 01:00 e 01:45 da madrugada do dia 2, pondo-se à disposição da 3ª DI.

## Comando paralelo em Santa Maria

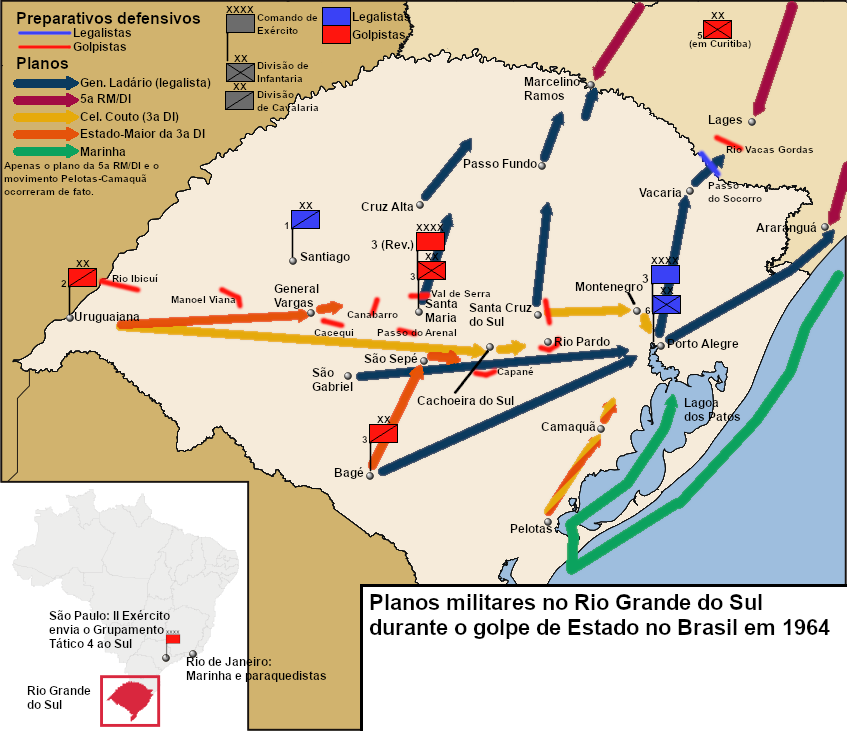
Planos de ofensiva contra Porto Alegre

Às 09:10 o general Poppe decidiu declarar-se comandante do III Exército, e às 10:00 o general Costa e Silva, que havia tomado o ministério da Guerra no Rio de Janeiro, concordou com sua decisão. A notícia foi divulgada via rádio aos outros comandos. A esse ponto Poppe já tinha consigo a 3ª DI e 5ª DIs, 2ª e 3ª DCs e parte da 6ª DI. O historiador militar Hernani D'Aguiar considera apenas a 3ª DI e 2ª e 3ª DCs como integrantes e assim narra o ocorrido: “O Cmt da 3ª DI decide não mais cumprir as ordens do General Ladário e (...) constitui o III Exército Revolucionário para com ele marchar sobre Porto Alegre”. Havia um possível choque entre o III Exército Revolucionário, sob Poppe de Figueiredo, e o III Exército, sob Ladário Teles. A 5ª RM/DI havia sido provisoriamente incorporada por Costa e Silva ao II Exército. Revolução é o termo utilizado na caserna para o golpe de Estado.
Conforme o tenente-coronel Agostini, a ideia circulava em Santa Maria naquela manhã e buscava coordenar as forças rebeladas no estado e impedir uma investida precipitada e isolada de qualquer uma. Segundo ele, isso surpreendeu a todos: Ladário, “porque não esperava que um camarada de Santa Maria fosse dizer que era o comandante do III Exército”, as outras divisões e mesmo Costa e Silva. Os majores Chagas e Campedelli citam a presença da ideia em Uruguaiana, tendo como objetivo “neutralizar as determinações do Ladário” e evitar que um general mais moderno assumisse antes de Poppe.
Porém, na mesma manhã que esse comando era formado, João Goulart reuniu-se com seus generais e Brizola em Porto Alegre. Sua situação militar era dramática. Ladário ainda queria lutar, mas Goulart recusou o derramamento de sangue e às 11:30 pegou um avião para São Borja, posteriormente seguindo ao exílio no Uruguai. Para Ladário, restou aceitar a autoridade de Costa e Silva e a entrega do comando. Às 09:00 de 3 de abril, ele decolou para o Rio de Janeiro. Sua saída, sob a convocação de Costa e Silva, foi forma de evitar um choque. O general Adalberto retornou a Porto Alegre pela manhã, e à tarde chegaram à cidade o governador Meneghetti e o general Poppe. Em 10 de abril ele foi nomeado comandante interino do III Exército, permanecendo nessa posição até julho. Ladário foi transferido para a reserva.

### Citações
1. ↑  Pedrosa 2018, p. 230.
2. 1 2 3 4 5 6  Pedrosa 2018, Apêndice 3.
3. ↑  Pedrosa 2018, p. 96.
4. ↑  Pedrosa 2018, p. 181.
5. ↑  Dutra 2004, p. 195.
6. ↑  Pedrosa 2018, p. 213-214.
7. 1 2 3 4  Tibola 2007, p. 10-11.
8. ↑  Faria 2013, p. 112.
9. ↑  Bento & Giorgis 2018, p. 104.
10. ↑  Faria 2013, p. 217-221.
11. ↑  Bento & Giorgis 2018, p. 111-113.
12. ↑  Faria 2013, p. 335-336.
13. 1 2 3  Lameira 2012, p. 234.
14. ↑  Bento & Giorgis 2018, p. 120.
15. ↑  Pinto 2015, p. 72-93.
16. ↑  Faria 2013, p. 291-292, 314, 331 e 335-336.
17. ↑  Motta 2003, p. 393, Tomo 8.
18. 1 2 3  Axt 2020, p. 316.
19. ↑  Axt 2020, p. 308.
20. ↑  Rolim 2009, p. 91.
21. ↑  Silva 2014, p. 388.
22. ↑  Rolim 2009, p. 227-229.
23. ↑  Zimmermann 2013.
24. 1 2  Axt 2020, p. 315.
25. ↑  Faria 2013, p. 315.
26. ↑  Konrad & Lameira 2014, p. 81.
27. ↑  Lameira 2012, p. 228-230.
28. ↑  Konrad & Lameira 2014, p. 85-86.
29. ↑  Bastos 1966, p. 3 e 5.
30. ↑  Bento & Giorgis 2018, p. 126.
31. 1 2 3 4  Faria 2013, p. 336.
32. ↑  Dutra 2004, p. 196.
33. 1 2 3 4  Dutra 2004, p. 198.
34. 1 2  Coelho 1964, p. 111.
35. ↑  Motta 2003, p. 59, Tomo 14.
36. ↑  Dutra 2004, p. 197-199.
37. ↑  Faria 2013, p. 307 e 370.
38. ↑  Dutra 2004, p. 197.
39. ↑  Batistella 2014, p. 231-234.
40. 1 2  Coelho 1964, p. 112.
41. ↑  Motta 2003, p. 58-59, Tomo 14.
42. 1 2  D'Aguiar 1976, p. 179.
43. ↑  Silva 2014, p. 392-393.
44. ↑  Motta 2003, p. 59-60, Tomo 14.
45. ↑  Dutra 2004, p. 199.
46. ↑  Coelho 1964, p. 112-115 e 120.
47. ↑  Coelho 1964, p. 116-117 e 120.
48. 1 2  Pereira 1964, p. 61.
49. ↑  Faria 2013, p. 265.
50. ↑  Motta 2003, p. 31, Tomo 13.
51. ↑  Faria 2013, p. 403 e 443-444.
52. ↑  Faria 2013, p. 287 e 422.
53. ↑  Faria 2013, p. 444.
54. 1 2 3 4  Axt 2020, p. 317.
55. 1 2  Motta 2003, p. 142, Tomo 13.
56. ↑  Pereira 1964, p. 63-64 e 82.
57. ↑  Pereira 1964, p. 105.
58. ↑  Motta 2003, p. 141, Tomo 13.
59. ↑  Pereira 1964, p. 73.
60. ↑  Pereira 1964, p. 58.
61. ↑  Pereira 1964, p. 63.
62. ↑  Pereira 1964, p. 82.
63. ↑  Pereira 1964, p. 64.
64. ↑  Motta 2003, p. 39, Tomo 13.
65. ↑  Motta 2003, p. 392, Tomo 8.
66. ↑  Berni 2013, p. 130-134.
67. ↑  Silva 2014, p. 394.
68. ↑  Faria 2013, p. 422.
69. 1 2 3  Motta 2003, p. 92-93, Tomo 13.
70. ↑  Motta 2003, p. 142, Tomo 2.
71. 1 2  Motta 2003, p. 346, Tomo 8.
72. ↑  Bastos 1966, p. 2.
73. ↑  Axt 2020, p. 319-320.
74. ↑  Motta 2003, p. 53.
75. ↑  Bastos 1966, p. 4.
76. 1 2  Motta 2003, Tomo 8, p. 316-322, e Tomo 10, p. 52-54.
77. ↑  Faria 2013, p. 283.
78. ↑  Pereira 1964, p. 61-62.
79. ↑  Motta 2003, p. 38, Tomo 13.
80. ↑  Motta 2003, p. 79, Tomo 8.
81. ↑  Silva 2014, p. 396.
82. 1 2 3  Motta 2003, Tomo 8, p. 206, e Tomo 15, p. 285.
83. 1 2  Bento & Giorgis 2018, p. 119-120.
84. ↑  Motta 2003, p. 348, Tomo 8.
85. 1 2  Motta 2003, p. 186-187, Tomo 13.
86. ↑  Motta 2003, p. 344, Tomo 8.
87. 1 2  D'Aguiar 1976, p. 178.
88. ↑  Ferreira 2011, p. 507.
89. 1 2  Axt 2020, p. 324.
90. ↑  Motta 2003, p. 275, Tomo 13.
91. ↑  Motta 2003, p. 334-335 e 344, Tomo 8.
92. ↑  Azevedo & Konrad 2009.
93. 1 2  Faria 2013, p. 292.
94. ↑  Motta 2003, Tomo 2, p. 267-271, Tomo 8, p. 68-69 e 199-202, e Tomo 15, p. 284-285.
95. ↑  Motta 2003, p. 283-285, Tomo 15.
96. ↑  Motta 2003, p. 270-271, Tomo 2.
97. ↑  Motta 2003, p. 68, Tomo 8.
98. ↑  Faria 2013, p. 445.
99. ↑  Motta 2003, p. 285-286, Tomo 15.
100. ↑  Motta 2003, p. 68-69, Tomo 8.
101. ↑  Motta 2003, p. 378, Tomo 9.
102. 1 2  Motta 2003, p. 70-81, Tomo 8.
103. ↑  Motta 2003, p. 196, Tomo 8.
104. ↑  Faria 2013, p. 337.
105. ↑  Motta 2003, p. 276, Tomo 15.
106. ↑  Motta 2003, p. 70, Tomo 8.
107. ↑  Faria 2013, p. 337 e 423.
108. ↑  Motta 2003, p. 158-159 e 168, Tomo 8.
109. ↑  Motta 2003, p. 33, Tomo 13.
110. ↑  Motta 2003, p. 273-274, Tomo 13.
111. 1 2  Motta 2003, p. 158-171, Tomo 8.
112. ↑  Motta 2003, p. 165 e 168, Tomo 8.
113. ↑  Motta 2003, p. 272 e 275, Tomo 13.
114. ↑  Motta 2003, p. 119, Tomo 13.
115. ↑  Motta 2003, p. 136, Tomo 2.
116. ↑  Axt 2020, p. 320.
117. ↑  Motta 2003, pp. 136-142.
118. ↑  Pereira 1964, p. 68-69.
119. ↑  D'Aguiar 1976, p. 180.
120. ↑  Pereira 1964, p. 69-71.
121. ↑  Bento & Giorgis 2018, p. 123.
122. ↑  Coelho 1964, p. 120.
123. ↑  Motta 2003, p. 138, Tomo 13.
124. ↑  Motta 2003, Tomo 8, p. 80, e Tomo 15, p. 287.
125. ↑  Silva 2014, p. 400-401.
126. ↑  Motta 2003, p. 139, Tomo 2.
127. ↑  Bastos 1966, p. 7.
128. ↑  Bento & Giorgis 2018, p. 123-124.
129. ↑  Bento & Giorgis 2018, p. 116.